# Copelatus tulagicus
Copelatus tulagicus är en skalbaggsart som beskrevs av Guignot 1942. Copelatus tulagicus ingår i släktet Copelatus och familjen dykare. Inga underarter finns listade i Catalogue of Life.